# Ibis à tête noire
Threskiornis melanocephalus
Espèce
Statut de conservation UICN

 NT  : Quasi menacé
L'Ibis à tête noire (Threskiornis melanocephalus (Latham, 1790)) est une espèce d'oiseaux de la famille des Threskiornithidae.
C'est un oiseau du Sud et du Sud-Est de l'Asie.

## Galerie

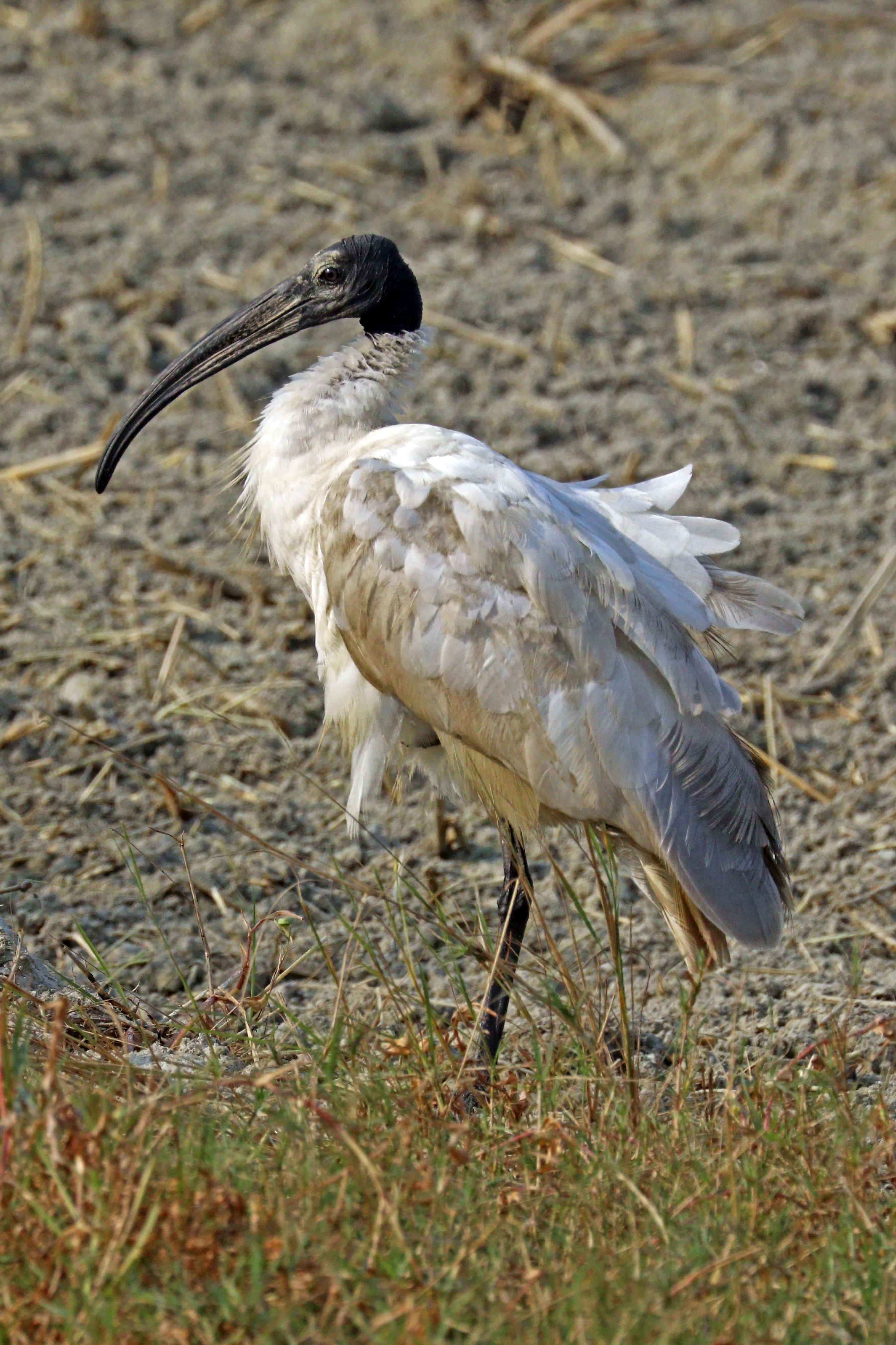
T. melanocephalus